# 변산중학교
변산중학교(邊山中學校)는 대한민국 전북특별자치도 부안군 진서면 곰소리에 있는 공립 중학교이다.

## 학교 연혁
- 1948년 8월 14일 : 전북공립수산중학교 인가
- 1948년 10월 2일 : 전북수산중학교 개교
- 1951년 8월 31일 : 변산중학교로 개명
- 2024년 2월 7일 : 제74회 졸업식(졸업생 1명) 총 졸업생수 5,076명
- 2024년 9월 1일 : 제30대 이윤구 교장 부임

## 참고 자료
- 변산중학교 - 한국교육학술정보원 학교알리미